# 宮坂覺
宮坂 覺（みやさか さとる、1944年 - ）は、日本の近代文学者。研究分野は芥川龍之介。

## 略歴
長野県諏訪郡原村出身。長野県諏訪清陵高等学校を経て、早稲田大学文学部国文科卒業。上智大学大学院博士課程単位取得退学。福岡女子大学講師、同大学助教授、フェリス女学院大学助教授、同大学教授、同大学文学部長、同大学学長。2013年定年退官、名誉教授。

## 著書
- 『芥川龍之介 作家と作品』編著 有精堂出版 1985年
- 『芥川龍之介 人と作品』編 翰林書房 1998年
- 『芥川龍之介 理智と抒情』編 有精堂出版 日本文学研究資料新集 1993年
- 『芥川龍之介全集総索引 付年譜』編 岩波書店 1993年
- 『芥川龍之介作品論集成 第6巻 河童・歯車 晩年の作品世界』編 翰林書房 1999年
- 『芥川龍之介作品論集成 別巻 芥川文学の周辺』編 翰林書房 2001年
- 『芥川龍之介と切支丹物多声・交差・越境』編 翰林書房 2014年

### 共編著
- 『作文・小論文こうすれば上達する』高野繁男共著 法学書院 1986年
- 『芥川龍之介 作品論』海老井英次共編 双文社出版 1990年
- 『東西の芥川龍之介研究』Teresa Ciapparoni La Rocca, 高橋龍夫共編 Nuova Cultura, c 2010年